# Erik Winnberg
Johan Erik Winnberg (* 22. Juni 1895 in Frösön; † 5. Mai 1981 ebenda) war ein schwedischer Skilangläufer.
Winnberg, der für den Östersunds SK startete, wurde im Jahr 1918 schwedischer Meister über 30 km. Bei den Olympischen Winterspielen 1924 in Chamonix errang er den zehnten Platz über 18 km.